# Kuvajtský dinár
Dinár (arabsky دينار) je zákonným platidlem Kuvajtu. Jeho ISO 4217 kód je KWD. Název „dinár“ má kuvajtská měna společný s několika dalšími platidly v regionu Blízkého východu a severní Afriky. 1 dinár sestává z 1000 filů. Jedná se o nejvýše hodnotnou měnovou jednotku na světě. V květnu 2021 se směnný kurz mezi dinárem a českou korunou pohyboval okolo hodnoty 1 KWD = 70 CZK. Žádná jiná měna nemá takto vysoký kurz.

## Historie
Dinár se do oběhu dostal v roce 1961. Při svém zavedení měl paritní hodnotu k libře šterlinků. Mezi roky 1975 a 2002 byl dinár vázán na měnový koš, ve kterém byly zastoupeny měny nejvýznamnějších obchodních partnerů Kuvajtu. V období, kdy byl Kuvajt okupován Irákem, používala se zde irácká měna. Mezi 5. lednem 2003 a 19. květnem 2007 byl dinár fixně navázán na americký dolar v poměru 1 USD = 0,29963 KWD s možnou odchylkou ±3,5 %. Od 20. května 2007 je směnný kurz dináru opět vypočítáván pomocí měnového koše.

## Mince a bankovky
Mince mají hodnoty 5, 10, 20, 50, 100 filů. Bankovky jsou tisknuty v hodnotách ¼, ½, 1, 5, 10, 20 dinárů.
|  |  | 1 fils   | 17 mm   |
|  |  | 5 fils   | 19,5 mm |
|  |  | 10 fils  | 21 mm   |
|  |  | 20 fils  | 20 mm   |
|  |  | 50 fils  | 23 mm   |
|  |  | 100 fils | 26 mm   |

| Kuvajtské platné bankovky | Kuvajtské platné bankovky | Kuvajtské platné bankovky | Kuvajtské platné bankovky | Kuvajtské platné bankovky | Kuvajtské platné bankovky |         |
| Vyobrazení                | Vyobrazení                | Hodnota                   | Barva                     | Barva                     | Rozměry                   | Rozměry |
| Líc                       | Rub                       | Hodnota                   | Barva                     | Barva                     | Rozměry                   | Rozměry |
| ------------------------- | ------------------------- | ------------------------- | ------------------------- | ------------------------- | ------------------------- | ------- |
|                           |                           | ¼ dinárů                  |                           | hnědá                     | 110 × 68 mm               |         |
|                           |                           | ½ dinárů                  |                           | zelená                    | 120 × 68 mm               |         |
|                           |                           | 1 dinár                   |                           | šedá                      | 130 × 68 mm               |         |
|                           |                           | 5 dinárů                  |                           | fialová                   | 140 × 68 mm               |         |
|                           |                           | 10 dinárů                 |                           | růžová                    | 150 × 68 mm               |         |
|                           |                           | 20 dinárů                 |                           | modrá                     | 160 × 68 mm               |         |